# Konflikt religijny (Cesarstwo Brazylii)

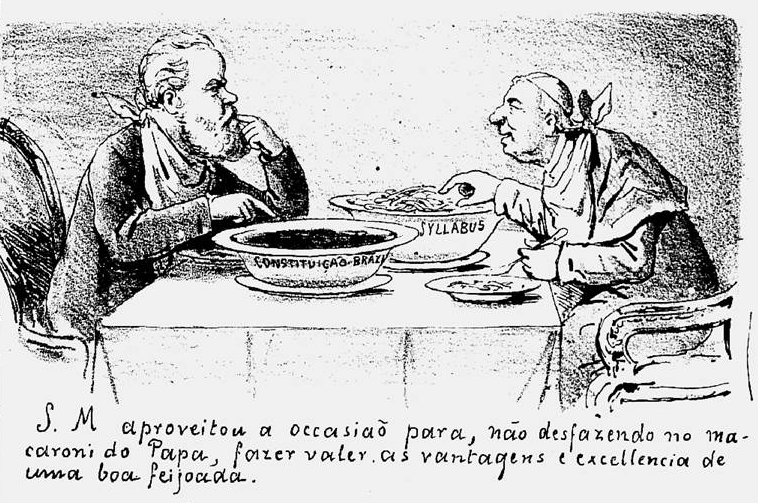
Karykatura przedstawiająca dylemat religijny. Podpis brzmi: „Jego Wysokość wykorzystał szansę by, nie obrażając papieskiego makaronu, ogłosić doskonałość dobrej feijoady”. Wyraz Syllabus widoczny na naczyniu z makaronem to tytuł dodatku do encykliki Quanta cura papieża Piusa IX, a na naczyniu z feijoadą – Konstytucja Brazylii

Konflikt Religijny (port. Questão Religiosa) – konflikt między Kościołem katolickim a masonerią mający miejsce w latach 70. XIX wieku w Cesarstwie Brazylii, który doprowadził do uwięzienia dwóch biskupów i przyczynił się do upadku rządu premiera José Paranhosa.

## Przebieg
W czerwcu 1872 masoneria Pernambuco zleciła odprawienie mszy, aby uczcić rocznicę założenia loży masońskiej. Biskup Olindy, Antônio Gonçalvesa de Oliveiry, ze skutkiem nakazał podległemu sobie duchowieństwu, aby jej nie odprawiać. Niedługo potem wolnomularze zamówili kolejną mszę ku pamięci zmarłego masona, co również spotkało się z odmową biskupa.
Masoni odpowiedzieli publikując w gazetach artykuły zniesławiające biskupa. 28 grudnia de Oliveira napisał do wikariusza parafii Santo Antônio, zalecając mu, aby nakłonił Antônio da Costę Ribeiro, wolnomularza, do wycofania się z masonerii pod karą ekskomuniki. Gdy ultimatum nie spotkało się z odpowiedzią, biskup powtórzył groźbę, a gdy ponownie nie dostał zadowalającej odpowiedzi, wydał na masonerię interdykt.

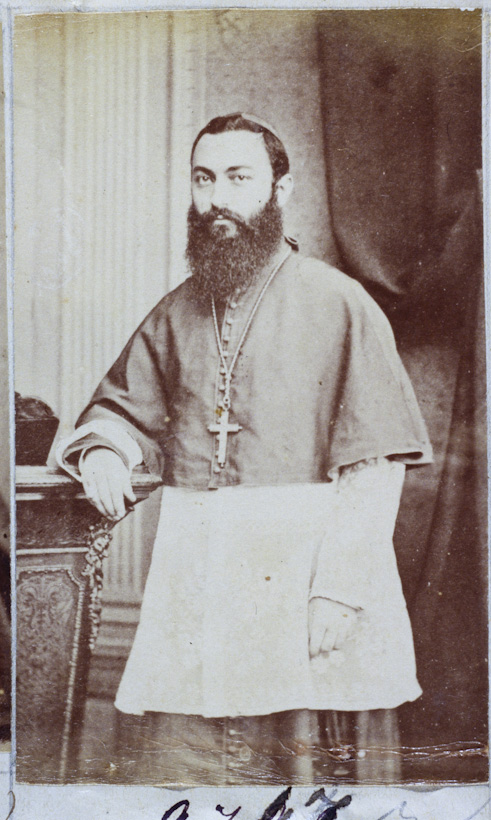
Antônio Gonçalves de Oliveira

### Interwencja państwa
Sprawa wykroczyła poza granice diecezji i dotarła do Izby Deputowanych w Rio de Janeiro, gdzie otwarcie poruszono temat scysji między biskupem i masonami. 20 stycznia 1873 wolnomularze zwrócili się do biskupa i poprosiło go o kompromis, ale tego samego dnia interdykt został utrzymany jako nieodwołalny, wobec czego masoneria zwróciła się do cesarza Piotra II twierdząc, że mają do czynienia z przypadkiem uzurpacji władzy świeckiej przez biskupa. Apel został przyjęty i skierowany do gubernatora stanu Pernambuco, Henrique Pereiry de Luceny, który przesłuchał biskupa i zażądał od niego wyjaśnień.

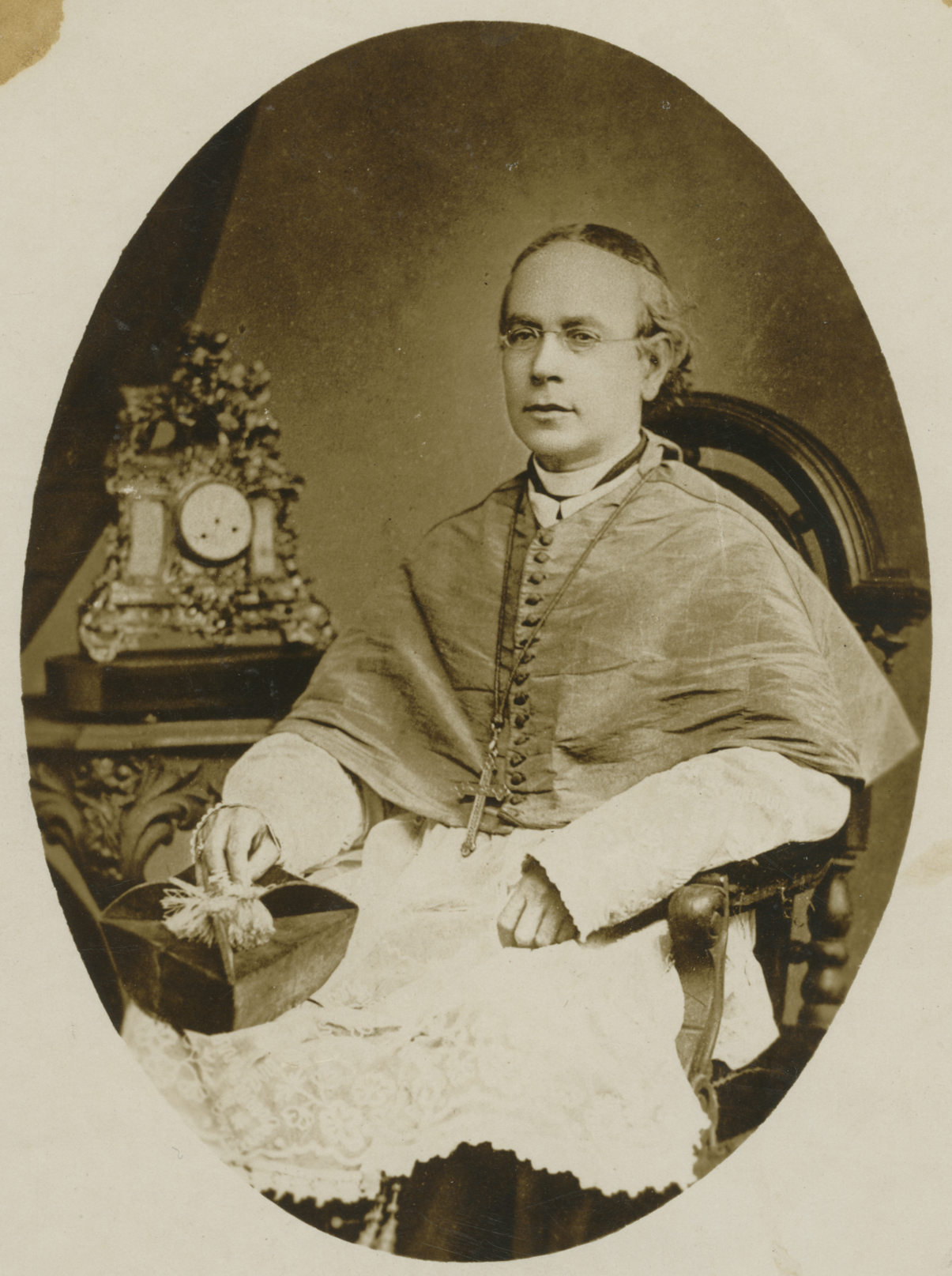
Antônio de Macedo Costa

Po wysłuchaniu de Oliveiry, prokurator koronny orzekł, że biskup przekroczył swoje uprawnienia i przekazał sprawę Radzie Stanu. Zanim Rada wydała swoją opinię, do konfliktu dołączyła kolejna osoba – biskup stanu Pará, Antônio de Macedo Costa.
De Macedo Costa, podobnie jak de Oliveira, wydał dekret o wykluczeniu z członkostwa we wspólnotach religijnych wolnomularzy 23 marca 1873, z zastrzeżeniem, że jeśli będą się opierać, zostaną objęci interdyktem. Wykluczył również masonów z sakramentu rozgrzeszenia i pochówku w poświęconej ziemi. Dekret spotkał się z natychmiastowym odwołaniem do gubernatora, który przekazał sprzeciwy cesarzowi. Zanim rząd dowiedział się o sprawie, Rada Stanu zaopiniowała w sprawie de Oliveiry. Opinia w pełni oparta na regalizmie obaliła argumenty biskupa (między innymi ten, że przyjęcie zażaleń przez Piotra II zostało potępione przez Stolicę Apostolską) i w liście z dnia 12 czerwca dała mu okres jednego miesiąca na zniesienie interdyktu.
Mimo opinii Rady Stanu de Oliveira nie zastosował się do otrzymanego rozkazu, nie tylko punkt po punkcie kwestionując zarzuty Rady, ale także odrzucił ingerencję państwa w konflikt, posuwając do deliberowania całej doktryny regalistycznej. Tego samego dnia, w którym otrzymał ostrzeżenie od Rady Stanu, otrzymał odpowiedź na raport, który złożył papieżowi w sprawie interdyktu. Papież wydał dokument Quamquam dolores, w którym zalecił de Oliveirze dać masonom czas na nawrócenie. Biskup jednak opublikował papieskie instrukcje bez wiedzy i upoważnienia rządu, wbrew artykułowi 102 Konstytucji, dopuszczając się tym samym obywatelskiego nieposłuszeństwa, o które został oskarżony.
W międzyczasie proces de Macedo Costy był prowadzony przez Radę Stanu, która wydała tę samą opinię, co w przypadku de Oliveiry. Dano biskupowi piętnaście dni, począwszy od 9 sierpnia, na zniesienie interdyktów. Ignorując żądania Rady, de Macedo Costa zajął stanowisko dopiero 4 października; nie omówił w nim oskarżeń, ale usprawiedliwiał się, mówiąc, że nie może bez odstępstwa od wiary katolickiej uznać werdyktu władzy cywilnej.

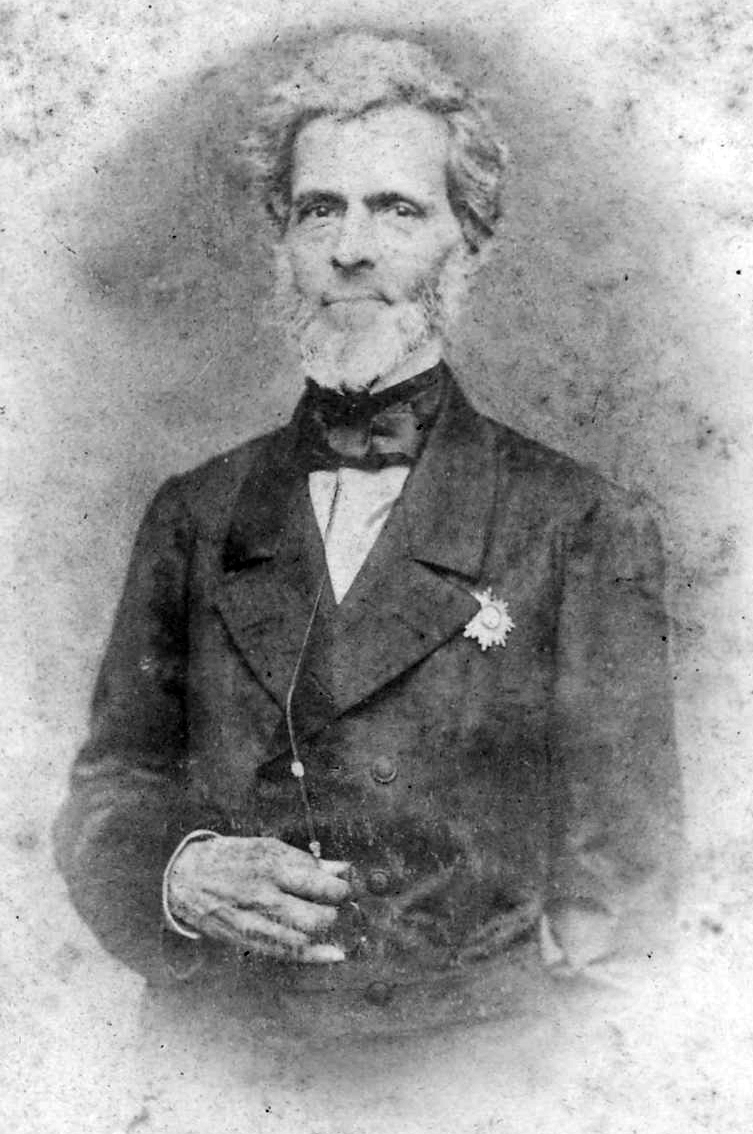
Carlos Carneiro de Campos

Dla rządu sytuacja była jasna: bunt biskupów był poważną sprawą i groził rozprzestrzenieniem się na cały kraj. 21 sierpnia minister spraw zagranicznych Carlos Carneiro de Campos, wicehrabia Caravelas wysłał poselstwo do Watykanu. Emisariusze mieli uzyskać poparcie papieża dla ograniczeń nałożonych na biskupów, aby zapobiec podobnym sytuacjom w przyszłości. Stało się jasne, że brazylijski rząd zamierza użyć zdecydowanych środków, jeśli nie osiągnie swojego celu.

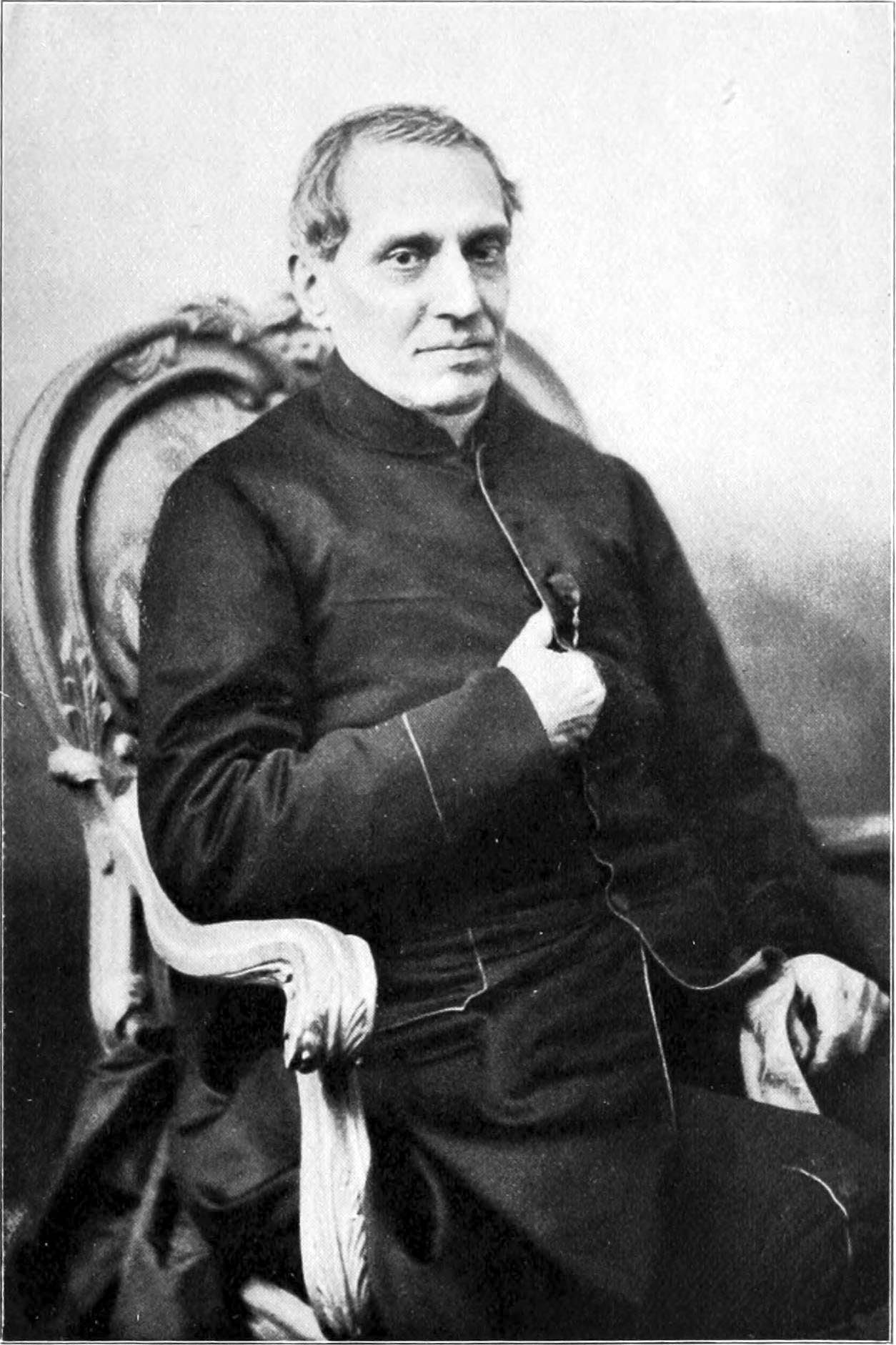
Giacomo Antonelli

Sama misja miała nikłe szanse powodzenia, ponieważ rząd nie był skłonny do żadnych kompromisów, jednak po żmudnych negocjacjach wynik okazał się sukcesem. Wynegocjowano bowiem polecenie od papieża dla kardynała Giacomo Antonellego, aby napisał list z naganą do de Oliveiry z poleceniem, aby przywrócił prawa masonów i ogólny spokój, który zakłócił. Kopia miała zostać również wysłana do de Macedo Costy. Z drugiej strony papież zażądał, aby nie podejmować żadnych wrogich działań przeciwko jego prałatom. Wydawało się, że kryzys się zakończył. Jednak zanim rząd dowiedział się o tym wyniku, który był korzystny dla jego interesów, sprawy w Brazylii przybrały zły obrót, narażając na szwank wszelkie wysiłki ambasadorów. Dopiero 20 grudnia raport poselstwa dotarł do Carneiro de Camposa, nakaz dla prokuratora koronnego, aby złożył formalną skargę na de Oliveirę, oskarżając go o nieposłuszeństwo wobec rządu i wypowiedzenie mu otwartej wrogości, wydano już 27 września. Pozostali biskupi, by chronić siebie, postanowili nie wypowiadać się o sprawie, ponieważ odpowiedź oznaczałaby uznanie kompetencji władzy cywilnej do rozpoznania sprawy.

## Skutki
De Oliveire został aresztowany w Recife 2 stycznia 1874, a następnie wysłany do Rio de Janeiro, aby stanąć przed sądem. De Macedo Costę spotkał taki sam los; aresztowano go 28 kwietnia tego samego roku. zachowywali milczenie, odwołując się do postawy Jezusa Chrystusa. Pomimo umiejętności prawników i emocjonalnej retoryki, którą rozwinęli, biskupi zostali skazani na cztery lata więzienia z pracami przymusowymi. De Olivera miał odbyć karę w Fort São João, a de Macedo Costa w więzieniu na wyspie Ilha das Cobras.
Potępienie biskupów wywołało kontrowersje w całej Brazylii oraz reperkusje za granicą. Watykan odpowiedział oburzeniem, twierdząc, że został oszukany przez cesarskich dyplomatów, którzy zapewnili go o nietykalności biskupów, czemu jednak dyplomaci zaprzeczyli. Pierwszy sprzeciw przyszedł dokumencie papieskim zatytułowanym Sanguigni, który został jednak odrzucony przez Carneiro de Camposa. Następnie papież napisał do samego cesarza.
W Izbie Deputowanych utworzyły się diametralnie przeciwstawne stronnictwa, jedno jawnie krytykujące postawę ławy przysięgłych i drugie, widzące w niej dobrą wolę i postulujące zaostrzenia kary. José Paranhos wraz z całym swoim rządem poddał się do dymisji. Książę Luís Alves de Lima e Silva został poproszony przez cesarza o utworzenie nowego rządu. Książę zgodził się, ale postawił amnestię obu biskupów jako warunek. Oburzenie społeczeństwa i żądanie księcia sprawiły, że władca ustąpił. Amnestia została ogłoszona dekretem z 17 września 1875, po czym biskupi powrócili do swoich diecezji.
Niedługo potem de Oliveira złożył Piusowi IX wizytę w Watykanie, podczas której odprawił mszę w Więzieniu Mamertyńskim, gdzie przetrzymywani byli święci Piotr i Szaweł, prosząc o siłę w przyszłych walkach. 29 kwietnia 1876 papież skierował encyklikę Exortae in ista ditione do biskupów, zastrzegając, że zniesienie interdyktów w żaden sposób nie oznaczało tolerancji dla masonerii i ta nadal podlega ekskomunice. Dokument kończył się stwierdzeniem, że Watykan i Cesarstwo wkrótce zainicjują porozumienia, ale do tego nigdy nie doszło. 
Wbrew przewidywaniom cesarza Piotra II amnestia, mimo oficjalnego zakończenia kwestii religijnej, nie tylko nie rozwiązała problemu, jaki wywołał kryzys, ale go pogłębiła, osłabiając pozycję monarchy w oczach opinii publicznej.
Pod naporem społeczeństwa, 9 stycznia 1881 wprowadzono ustawę czyniącą każdą religię legalną.